# 타리 타리
타리 타리(TARI TARI)는 P.A.WORKS가 애니메이션을 제작한 일본의 오리지널 텔레비전 애니메이션이다. 2012년 7월부터 9월까지 전 13화로 방송되었다.

## 개요
P.A.WORKS의 오리지널 애니메이션 작품. 감독, 시리즈 구성은 P.A.WORKS가 애니메이션 제작을 담당했다. 『레이튼 교수와 영원의 가희』의 하시모토 마사카즈 외에도 캐릭터 디자인, 총 작화감독의 세키구치 카나미나 음악의 하마구치 시로 등 『꽃이 피는 첫걸음』의 스탭이 다수 참가하고 있다.
에노시마와 에노시마 전철 연선지역 (가나가와현, 후지사와시, 가마쿠라시)를 무대로 하고 있으며, 제작에 있어선 쇼난 후지사와 필름 커미션, 에노시마 전철 주식회사, 후지사와 시 등 공공기관이나 현지기업들, 에노시마 각 지역에서 협력을 받고 있다. 또, 무대의 지역 방송국인 tvk에서도 방송됐다.
프로모션의 일환으로 2012년 8월 3일부터 31일까지 「에노시마 X 타리 타리 스탬프 랠리」가 에노시마 전역에서 개최되었으며, 동시에 섬의 여러 협력 점포에서 한정 굿즈「클리어파일 3종 세트」와 「가나자와 탕용 사이더, 자몽 소녀 (타리 타리 X 꽃이 피는 첫걸음 콜라보레이션 라벨)」 가 판매되었다. 또, 이 한정굿즈 구입특전으로 캐릭터 포스트 카드 (와카나, 코나츠, 사와, 타이치, 빈(윈)의 5종 + 시크릿 2종) 도 배포되었다.

## 줄거리
시로하마사카 고등학교의 성악부에 소속된 미야모토 코나츠는 피아노 담당인 우에노 미도리의 악보 넘기기 담당을 하고 있었다. 오래전부터 코나츠가 노래를 부르고 싶어했던 것을 아는 미도리는 고문인 교감선생님께 한번 말씀드려보는게 어떠냐고 묻는다. 하지만, 코나츠는 교감선생님에게 작년 발표회에서의 실수를 지적당한것은 물론 「음악에는 재능이 없으니 포기하세요」 라고 거절당했다. 이에 분노해 성악부를 그만두고 새롭게 합창부를 만들기로 마음먹는다.
코나츠는 친구인 오키타 사와와 남동생인 마코토를 부르고 전에 음악과였던 사카이 와카나도 부르려 하지만, 어머니가 돌아가신 이후 트라우마로 음악과 거리를 두고 있는 와카나인지라 입부를 거절당한다. 사와는 코나츠의 소망을 이뤄주기 위해 와카나를 집으로 불러「합창부를 만드는데 이름만이라도 빌려줘」하고 간곡히 부탁했고, 와카나로부터 한번에 승낙받았다. 와카나가 피아노를 칠 수 있다는 것을 안 코나츠는 케이크를 사기로 하고 연습을 도와줄 것을 부탁하고, 발표회에 참가하기로 한다. 하지만, 발표회가 끝나고 마코토를 시작으로 부원들은 줄줄히 퇴부를 신청하고, 남은 부원이 3명이 되어 교감선생님으로부터 폐부 명령을 받게 된다. 같은 처지로 폐부 통보를 받은 배드민턴부의 타나카 타이치와 빈 (마에다 아츠히로)은 서로의 부원을 걸고 배드민턴으로 시합을 하지만, 코나츠 일행에게 져서 합창부로 강제 입부당한다. 하지만, 타이치의 배드민턴을 향한 열정을 느낀 코나츠는 합창부와 배드민턴부를 합쳐서「합창 때때로 배드민턴부」를 만든다. 이렇게 하여, 5명 부원들의 이야기가 시작된다.

## 등장인물

### 합창 때때로 배드민턴부
하시모토 감독에 따르면, 부원 5명은 전부 주인공.
사카이 와카나 (坂井 和奏)
성우 - 다카가키 아야히
작품의 주인공. 시로하마사카 고등학교 보통과 3학년 1반. 가족구성은 아버지인 케이스케와 수컷 고양이 도라.
수업 시간에는 안경을 쓸 때가 있다. 케이크를 무척 좋아하며, 부탁을 거절하지 못하는 착한 성격이다.
어머니가 돌아가신 이후 음악과에서 보통과로 왔다. 합창부에 입부한 초기에는 주로 피아노를 담당했고, 노래 부르는 것에는 소극적이었다. 고등학교에 합격한 이후 어머니가 자신에게 병에 대해 말해주지 않은 것에 대해 고민한다. 하지만, 나중에 아버지로부터 어머니가 병에 관해 자신에게 말하지 않았던 사실을 듣고, 처음으로 어머니의 마음을 알게 되어 통곡한다. 이 이후 음악을 마주할 수 있게 되었다. 합창부 활동에 적극적이 되고부터는 발성연습을 지도하는 경우가 많아졌다.
미야모토 코나츠 (宮本 来夏)
성우 - 세토 아사미
합창부 부장. 노래부르는 것을 정말 좋아하는 여자아이. 밝고 앞을 향해 똑바로 나아가는 성격이지만, 주변을 신경쓰지 않고 혼자서 일을 진행해버리는 경우가 있다.
케이크를 사는 대신 와카나에게 부탁을 하는 경우가 많다. 지금은 돌아가신 할아버지와 마찬가지로 콘돌 퀸즈의 열렬한 팬이다.
성악부에 소속되어 있었지만 전년 발표회에서의 실수 때문에 고문인 교감선생님으로부터 합창에 참여할 기회를 박탈당한 때문에 부를 그만두고 새로이 합창부를 만든다.
오키타 사와 (沖田 紗羽)
성우 - 하야미 사오리
코나츠와 친한 궁도부 소속의 여자아이.
믿음직한 언니 기질의 소유자로 상대가 고민하는 것을 그냥 봐 넘기지 않는 참견꾼이기도 하다. 집의 절에서 애마 사브레를 기르고 있고, 유적마에 출전할 수 있도록 승마 연습도 열심히 하고 있다.
고등학교 졸업 후 진로로 기수를 희망하고 있지만, 키와 가슴이 큰 자신의 체형이 장애물이 되고 있다. 고등학교 졸업 후에는 해외의 기수 학교에 유학한다.
타나카 타이치 (田中 大智)
성우 - 시마자키 노부나가
혼자 뿐인 배드민턴 부의 부원이자 전국대회 출전경력을 가졌다. 배드민턴부는 정원을 채우지 못해 폐부 통보를 받지만, 합창부와 합쳐져 「합창 때때로 배드민턴부」 가 된 덕분에 배드민턴을 계속할 수 있게 되었다. 지각을 자주 하는 편이다. 누나가 배드민턴 시작한 것을 계기로 자신도 배드민턴을 시작했고, 동경하는 선수가 시로하마사카 고등학교 출신인 것을 알고 시로하마사카 고등학교로 진학했다.
부모님의 전근 때문에 누나인 하루카와 둘이서 생활하고 있다.
자신이 그린 그림에 대해「두번다시 그림은 그리지 마」라는 말을 들은 적이 있다. 합창부 발표작에 관하여 일러스트를 그렸지만 코나츠 일행으로부터도 혹평당했다.
빈 / 마에다 아츠히로 (前田 敦博)
성우 - 하나에 나츠키
12년만에 오스트리아 빈에서 일본으로 전입해온 귀국자녀. 일본의 문화, 습관은 외국인 전용으로 나온 책에서 배우고 있지만 대부분 잘못 기억하고 있다. 무언가 들은 것을 메모장에 적는 습관이 있다. 발이 빨라서 자전거를 탄 절도범을 잡은 적이 있다.
타이치에게 배드민턴부를 권유당했던 상태여서 배드민턴 승부 이후 타이치와 함께 합창부에 들어오게 되었다. 지금은 돌아가신 할아버지의 대저택을 빌려 거주하고 있다.
『열전 히어로 간바라이자』의 열혈 팬이고 특히 레드를 제일 좋아한다. 평소에는 어른스럽지만, 니시노하시 상점가 이벤트 기획 히어로 쇼에서는 성과에 집착하지 않고 열렬한 일면을 보여주었다. 스스로 선두에 서서 나머지 일행을 이끌었다.
주위 사람들로부터는 "빈" 이라고 불리고 있고, 본명이 불리는 경우는 거의 없다. 엔딩의 크레딧에서도 「빈」으로 표기되어 있다.

## 라디오
『타리 타리 라디오 느긋하게 여유롭게 방과후 일지』는 2012년 6월 22일부터 온센과 HiBiKi Radio Station에서 매주 금요일 방송된 라디오 방송. 2012년 9월 28일 방송분으로 마지막회였으나 10월 5일 방송분에서 공개녹음의 형식으로 전달이 결정됐다.
퍼스널리티
- 다카가키 아야히 (사카이 와카나 역), 세토 아사미 (미야모토 코나츠 역), 하야미 사오리 (오키타 사와 역)

게스트
- #2 (2012년 6월 29일) - 시마자키 노부나가, 하나에 나츠키
- #3 (2012년 7월 6일) - AiRI
- #8 (2012년 8월 10일) - 시마자키 노부나가, 하나에 나츠키